# Подгорецкие
Подгорецкие (пол. Podhorecki) — дворянский род.
Польский род Подгорецких герба Белина в 1835 году был внесён в шестую часть дворянской родословной книги Волынской губернии.
Определениями Правительствующего Сената от 26 августа 1852 года и 16 июня 1859 года, Семён Сергеевич Подгорецкий (1824—1887), с женой Софьей Францевной и сыновьями Владимиром и Леонидом, признан в древнем дворянстве, со внесением в шестую часть дворянской родословной книги Тульской губернии.

## Известные представители
В XVII веке были известны:
- Афанасий Андреевич Подгорецкий — Воротынский городовой дворянин (1627—1629).
- Семён Андреевич Подгорецкий — Воротынский городовой дворянин (1627—1629), московский дворянин (1636—1640), воевода в Козельске (1627—1628), в Воротынске (1647—1649).
- Богдан Измайлович и Иван Семёнович Подгорецкие — алексинские городовые дворяне (1629).
- Дмитрий Подгорецкий — воевода в Воротынске (1651).
- Семён и Иван Семёновичи Подгорецкие — московские дворяне (1658).
- Тимофей Семёнович Подгорецкий — московский дворянин (1692).
- Семён Сергеевич Подгорецкий (1824—1887) — московский почт-директор, председатель Комиссии по устройству публичных народных чтений; тайный советник.

## Описание герба
В лазуревом щите серебряный с золотой рукояткой меч острием вниз. По трем сторонам щита по серебряной подкове. Они обращены концами к сторонам щита (польский герб Белина).
На щите дворянский коронованный шлем. Нашлемник: рука в золотых латах держит серебряный с золотой рукояткой меч. Намёт на щите лазуревый, подложенный справа серебром, слева золотом. Щитодержатели: два золотых льва с червлеными глазами и языками. Девиз: «AUT VINCERE AUT MORI» серебряными буквами на лазуревой ленте. Герб рода Семена Подгорецкого внесён в Часть 14 Общего гербовника дворянских родов Всероссийской империи (С. 26).